# Sárádi-patak
A Sárádi-patak a Somogyi-dombságban ered, Jágónak nyugati határában, Tolna vármegyében. A patak forrásától kezdve keleti, majd északi irányban halad, majd Dombóvárnál éri el a Kapost.
A Sárádi-patak vízgazdálkodási szempontból a Kapos Vízgyűjtő-tervezési alegység működési területét képezi.

## Part menti települések
- Jágónak
- Csikóstőttős
- Kaposszekcső
- Dombóvár